# Babięty Wielkie (województwo warmińsko-mazurskie)
Babięty Wielkie – wieś w Polsce położona w województwie warmińsko-mazurskim, w powiecie iławskim, w gminie Susz, na Pojezierzu Iławskim. W latach 1975–1998 miejscowość administracyjnie należała do województwa elbląskiego.

## Historia
Założone zostały pod nazwą Gross Babenz w 1313 roku w imieniu Kapituły Pomezańskiej przez zasadźcę Cundrata, który jako sołtys otrzymał w dziedziczne posiadanie miejscową karczmę, wolną od czynszu i innych powinności. Mieszkańcy wsi otrzymali 40 włók gruntów, zwolnionych na okres 1 roku od płacenia czynszu. We wsi znajdował się młyn wodny, który w 1372 roku kapituła sprzedała za 60 grzywien młynarzowi. Na młynarzu ciążył obowiązek płacenia kapitule rocznego czynszu w wysokości 5 łasztów pruskich żyta, 4 grzywien srebra oraz 5 świń. Wieś należała do parafii Falknowo Wielkie, gdzie znajdował się najbliższy kościół.
W 1933 roku Babięty Wielkie jako gmina wiejska należała do powiatu suskiego. W tym czasie we wsi mieszkało 317 osób.